# Sébastien Salles-Lamonge
Sébastien Salles-Lamonge, né le 28 janvier 1996 à Tarbes (Hautes-Pyrénées), est un footballeur français jouant au poste de milieu de terrain au Atlético de San Luis.

## Biographie

### Préformation
En 2009, il intègre le pôle espoirs de Castelmaurou, pour deux ans de préformation.

### En club
Sébastien Salles-Lamonge commence sa carrière au Stade rennais lors de la saison 2015-2016. Il est sélectionné à trois reprises. Il part ensuite en prêt au Havre Athletic Club où il s'illustre avec deux passes décisives en quatorze matchs joués lors de la saison 2016-2017.
Il s'expatrie ensuite en Espagne, et s'engage pour le Deportivo La Corogne. Il ne dispute cependant aucun match avec l'équipe première, étant cantonné avec l'équipe réserve en troisième division espagnole. En janvier 2019, il effectue un essai au Stade lavallois mais ne convainc pas le staff et retourne en Espagne.
Pour la saison 2019-2020, il revient en France, en Corse au Sporting Club de Bastia, alors en National 2. Il devient un joueur cadre de l'effectif bastiais, accompagnant les turchini lors de leurs deux montées successives, en National pour 2020-2021, et en Ligue 2 pour 2021-2022. Il est nommé pour le trophée UNFP de joueur du mois de novembre en Ligue 2, mais ne le remporte pas.

### En sélection
Avec l'équipe de France des moins de 20 ans, il inscrit un but contre la Tchéquie en mai 2016 (victoire 2-0).

## Statistiques
| Saison                | Club                  | Championnat           | Championnat | Championnat | Coupe nationale | Coupe nationale | Coupe de la Ligue | Coupe de la Ligue | Compétition(s) continentale(s) | Compétition(s) continentale(s) | Compétition(s) continentale(s) | Total | Total |
| Saison                | Club                  | Division              | M.          | B.          | M.              | B.              | M.                | B.                | Comp.                          | M.                             | B.                             | M.    | B.    |
| 2015-2016             | Stade rennais         | Ligue 1               | 3           | 0           | -               | -               | -                 | -                 | -                              | -                              | -                              | 3     | 0     |
| 2016-2017             | Le Havre AC (prêt)    | Ligue 2               | 14          | -           | -               | -               | 1                 | 0                 | -                              | -                              | -                              | 15    | 0     |
| 2017-2018             | Stade rennais         | Ligue 1               | -           | -           | -               | -               | -                 | -                 | -                              | -                              | -                              | 0     | 0     |
| 2018-2019             | Deportivo Fabril      | Segunda División B    | 15          | 0           | -               | -               | -                 | -                 | -                              | -                              | -                              | 15    | 0     |
| 2019-2020             | SC Bastia             | National 2            | 19          | 3           | -               | -               | -                 | -                 | -                              | -                              | -                              | 19    | 3     |
| 2020-2021             | SC Bastia             | National              | 32          | 5           | -               | -               | -                 | -                 | -                              | -                              | -                              | 32    | 5     |
| 2021-2022             | SC Bastia             | Ligue 2               | 33          | 3           | 5               | 2               | -                 | -                 | -                              | -                              | -                              | 38    | 5     |
| 2022-2023             | SC Bastia             | Ligue 2               | 17          | 2           | 1               | 0               | -                 | -                 | -                              | -                              | -                              | 18    | 2     |
| Sous-total            | Sous-total            | Sous-total            | 101         | 13          | 6               | 2               | -                 | -                 | -                              | -                              | -                              | 107   | 15    |
| 2023-2024             | Atlético de San Luis  | Liga MX               | 0           | 0           | 0               | 0               | -                 | -                 | LCup                           | 0                              | 0                              | 0     | 0     |
| Total sur la carrière | Total sur la carrière | Total sur la carrière | 133         | 13          | 6               | 2               | 1                 | 0                 | -                              | -                              | -                              | 140   | 15    |

## Palmarès
SC Bastia
- Champion de National en 2021.